# Lowe Art Museum
Lowe Art Museum – galeria sztuki znajdująca się w Coral Gables w stanie Floryda (USA).
Muzeum powstało w 1950 i jest zarządzane przez Uniwersytet Miami. Pierwotnie powstało dzięki darowi od filantropów Joe i Emily Lowe. Do stałych zbiorów należą dzieła starożytności grecko-rzymskiej, renesansu, baroku, sztuki europejskiej z XVII i XIX w., sztuki amerykańskiej XIX w. i sztuki współczesnej. Muzeum posiada również duży zbiór wyrobów ze szkła.
Do stałej kolekcji należą dzieła takich artystów jak: Lippo Vanni, Sano di Pietro, Lorenzo di Bicci, Lorenzo di Credi, Vincenzo Catena, Francesco Bacchiacca, Bernardino Fungai, Adrian Isenbrandt, Jacob Jordaens, Jusepe de Ribera, El Greco, Francisco Goya, Thomas Gainsborough, Paul Gauguin, Claude Monet, Alfred Sisley, Frank Stella, Knox Martin, Duane Hanson, Roy Lichtenstein, Sandy Skoglund, Purvis Young, Louise Nevelson i Enrique Montenegro.